# 梅克蒙 (洛特省)
梅克蒙（法語：Mechmont）是法国洛特省的一个市镇，属于卡奥尔区（Cahors）卡蒂县（Catus）。该市镇总面积6.71平方公里，2009年时的人口为117人。

## 人口
梅克蒙人口变化图示